# Hogna ternetzi
Hogna ternetzi este o specie de păianjeni din genul Hogna, familia Lycosidae. A fost descrisă pentru prima dată de Mello-leitao, 1939.
Este endemică în Paraguay. Conform Catalogue of Life specia Hogna ternetzi nu are subspecii cunoscute.